# Vizejdia

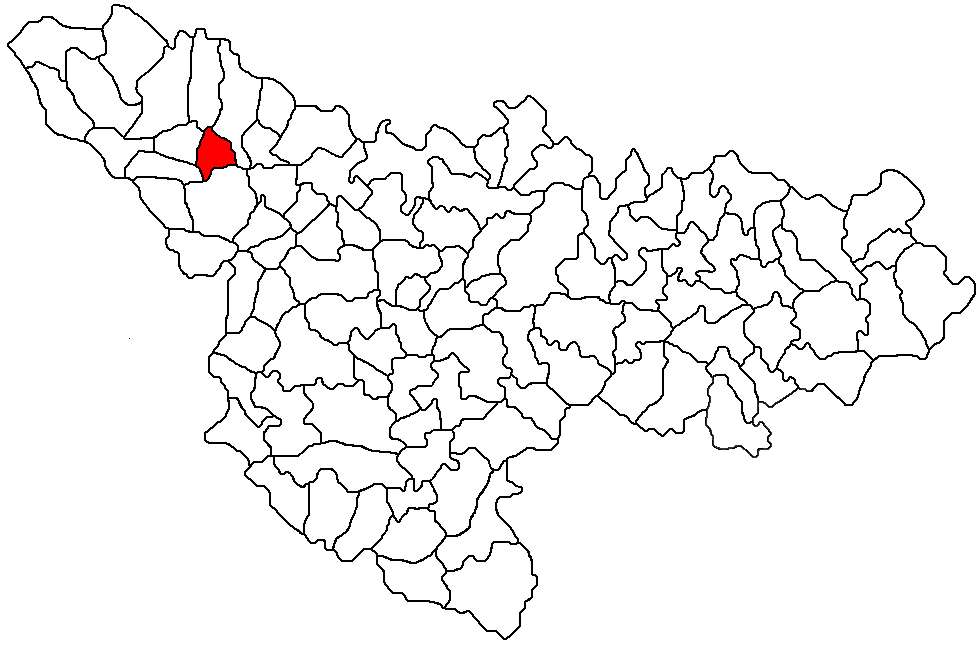
Lage der Gemeinde Gottlob im Kreis Timiș

Vizejdia (1924 vorübergehend Gălățeni; deutsch Wiseschdia; ungarisch Vizésd, auch Kisvizésdia) ist ein Dorf im Kreis Timiș, im Banat, Rumänien. Vizejdia gehört zur Gemeinde Gottlob.

## Geografische Lage
Vizejdia liegt im Theiß-Marosch-Winkel zwischen den Ortschaften Tomnatic, Lovrin, Gottlob, Teremia Mare, Grabaț und Comloșu Mare. Das Dorf ist über eine Straße mit Gottlob verbunden.

## Nachbarorte
| Nerău        | Tomnatic                                    | Lovrin  |
| Teremia Mare | Kompassrose, die auf Nachbargemeinden zeigt | Gottlob |
| Comloșu Mare | Comloșu Mic                                 | Grabaț  |

## Geschichte
Der mittelalterliche Ort war im Besitz der Familie „Vizesgyani“ (1424), auf die auch der Name des Dorfes zurückgeht. Während der Türkenherrschaft (1647) erscheint das Dorf unter der Bezeichnung „Wyses“ und „Vizesgian“. 1786 war „Graf Nikolaus Markowitsch de Spitza“ der Grundbesitzer des Gutes. Er siedelte in „Wiseschdia“ um 1786 Ungarn, Bulgaren und Serben an. Später kamen durch Binnenwanderung auch Deutsche hinzu. Die meisten kamen aus den benachbarten Dörfern, nur wenige aus Böhmen, Mähren und Franken. 1890 war „Vizésdia“ Gemeindesitz und gehörte bis 1920 zum Komitat Torontál. 1920 kam Wiseschdia infolge des Friedensvertrages von Trianon zu Rumänien, als es den offiziellen Namen „Vizeșdia“ erhielt. 1924 hieß der Ort vorübergehend „Gălățeni“. Heute ist „Vizejdia“ die amtliche Bezeichnung der Ortschaft.
Infolge des Waffen-SS Abkommens vom 12. Mai 1943 zwischen der Antonescu-Regierung und Hitler-Deutschland wurden alle deutschstämmigen wehrpflichtigen Männer in die deutsche Armee eingezogen.
Noch vor Kriegsende, im Januar 1945, fand die Deportation aller volksdeutschen Frauen zwischen 18 und 30 Jahren und aller Männer im Alter von 16 bis 45 Jahren zur Aufbauarbeit in die Sowjetunion statt.
Das Bodenreformgesetz vom 23. März 1945, das die Enteignung der deutschen Bauern in Rumänien vorsah, entzog der ländlichen Bevölkerung die Lebensgrundlage. Der enteignete Boden wurde an Kleinbauern, Landarbeiter und Kolonisten aus anderen Landesteilen verteilt. Anfang der 1950er Jahre wurde die Kollektivierung der Landwirtschaft eingeleitet.
Durch das Nationalisierungsgesetz vom 11. Juni 1948, das die Verstaatlichung aller Industrie- und Handelsbetriebe, Banken und Versicherungen vorsah, fand die Enteignung aller Wirtschaftsbetriebe unabhängig von der ethnischen Zugehörigkeit statt.
Da die Bevölkerung entlang der rumänisch-jugoslawischen Grenze von der rumänischen Staatsführung nach dem Zerwürfnis Stalins mit Tito und dessen Ausschluss aus dem Kominform-Bündnis als Sicherheitsrisiko eingestuft wurde, erfolgte am 18. Juni 1951 die Deportation „von politisch unzuverlässlichen Elementen“ in die Bărăgan-Steppe unabhängig von der ethnischen Zugehörigkeit. Die rumänische Führung bezweckte zugleich, den einsetzenden Widerstand gegen die bevorstehende Kollektivierung der Landwirtschaft zu brechen. Als die Bărăganverschleppten 1956 heimkehrten, erhielten sie die 1945 enteigneten Häuser und Höfe zurückerstattet. Der Feldbesitz wurde jedoch kollektiviert.

## Kirche und Schule
In den Jahren 1893–1894 wurde die heutige Kirche erbaut. Sie ersetzte das alte Bethaus. Das erste Schulgebäude ließ Graf Markowitsch 1803 erbauen. Der Neubau der Schule entstand im Jahr 1900. Die Schule war konfessionell, so dass der jeweilige Pfarrer auch Schulleiter war. Bis 1972 gab es Unterricht in deutscher Sprache.
In der katholischen Kirche von Wiseschdia steht das erste Werk des Temeswarer Orgelbauers Carl Leopold Wegenstein. Sein Opus 1 stellt einen Übergang von der mechanischen zur pneumatischen Traktur dar. Die Spieltraktur des Pedals ist mechanisch, die des Manuals pneumatisch, ebenso die Registertraktur. Die Windröhren sind, wie bei all seinen ersten Orgelbauten, aus Messing gefertigt.

## Wirtschaft
Das Herrschaftsgut blieb bis zu seiner Enteignung infolge der Agrarreform von 1919 die treibende Wirtschaftskraft von Wiseschdia. Die Grundherrenfamilie warb 1787 Tabakpflanzer für ihr Gut an. Abgesehen von einigen Handwerkern aus Böhmen und Mähren kamen die meisten Ansiedler aus den umliegenden Banater Dörfern. Die Herrschaft gewährte den Neusiedlern drei Freijahre. Nach Ablauf dieser Frist mussten der Zehent und zehn Tage Robot geleistet werden. Die Siedler verpflichteten sich, Tabak, Getreide und Gemüse zu pflanzen. Erst nach der Februarrevolution 1848 wurden Zehent und Robot aufgehoben.
In Wiseschdia gab es eine Brauerei und eine Branntweinbrennerei sowie zwei Rossmühlen.
Die Viehzucht war auf Eigenbedarf beschränkt. Ende der 1930er Jahre gewann die Schweinemast an Bedeutung und wurde ein wichtiger Erwerbszweig. Imkerei und die Seidenraupenzucht stellten einen einträglichen Nebenerwerb dar.

## Demografie
| 1880 | 909 | 102 | 52 | 755 | -  |
| 1900 | 982 | 208 | 20 | 744 | 10 |
| 1930 | 649 | 35  | 10 | 603 | 1  |
| 1941 | 633 | 32  | 21 | 577 | 3  |
| 1977 | 422 | 64  | 9  | 335 | 14 |
| 1992 | 302 | 209 | 19 | 53  | 21 |
| 2002 | 343 | 312 | 12 | 14  | 5  |

## Persönlichkeiten
- Johann Lippet (* 1951), Schriftsteller